# Juanfran (1985)
Juan Francisco Torres Belén známý i jako Juanfran [chuanfran] (* 9. ledna 1985, Crevillent, Španělsko) je bývalý španělský fotbalový obránce. Vítěz EURA 2012 v Polsku a na Ukrajině a účastník Mistrovství světa ve fotbale 2014 v Brazílii a EURA 2016 ve Francii.

## Klubová kariéra
Během ledna 2011 přestoupil do Atlétika Madrid za částku 4 milionů eur a podepsal smlouvu do roku 2025.
Na křídle měl zastoupit odchozího Simãa Sabrosu.
Pár dní na to zasáhl do čtvrtfinále Španělského poháru Copa del Rey, ale jeho tým oba zápasy s Realem Madrid prohrál (1:3 a 0:1).
Jarní pokračování sezóny nebylo povedené, Atleti skončili pod trenérem Quiquem Sánchezem Floresem na sedmém místě.
Juanfranovi se vyvedlo poslední 38. kolo, ve kterém nacentroval na úvodní gól Sergia Agüera a sám posléze gól vstřelil, Atleti tímto vyhráli nad Mallorcou 4:3.
Ačkoliv se Atletům v další sezóně nepodařilo dostat se do Ligy mistrů UEFA, neboť skončili pátí,
zmohli se na úspěšnou kampaň v Evropské lize. Ve druhém zápase skupiny „I“ na hřišti Stade Rennais 29. září odehrál Juanfran závěrečných deset minut, během nichž vyrovnal na konečných 1:1.
Nový trenér Gregorio Manzano i jeho nástupce Diego Simeone jej předělali na pravého krajního obránce, ovšem až pod třetím trenérem Simeonem se stal součástí madridské základní sestavy.
Simeone tým dovedl do finále Evropské ligy, v níž se Juanfran podílel na vítězství 3:0 nad španělským (baskickým) Athleticem Bilbao.
Evropský triumf věnoval svému zesnulému otci, který zemřel rok předtím.
Po letní pauze se 31. srpna 2012 podílel na úspěchu v Superpoháru UEFA, ve kterém Atlétiko porazilo Chelsea 4:1.
Napříč sezónou 2012/13 odehrál přibližně 4 000 minut.
Ve 36. kole 8. května dal svůj jediný gól sezóny do sítě Celty Vigo v La Lize a podpořil venkovní výhru 3:1.
Atlétiko obsadilo třetí místo za Barcelonou a Realem Madrid, navíc dosáhlo finále Španělského poháru.
Finále proti Realu Madrid se konalo 17. května 2013 a došlo v něm na prodloužení. Juanfran odehrál plných 120 minut a připsal si klíčový obranný zákrok, když zabránil gólové střele Mesuta Özila. Atleti porazili svého rivala 2:1.
Na konci srpna se Juanfran se spoluhráči pokusil o trofej ze Španělského superpoháru Supercopa de España, proti však byla Barcelona. Ligová sezóna přinesla řadu vyhraných zápasů včetně městského derby proti Realu Madrid, který Atlétiko porazilo v lize poprvé od roku 2002.
Španělský obránce pokračoval ve spolupráci se záložníkem Ardou Turanem, se kterým utvořil nebezpečný tandem na pravém kraji hřiště.
Proti Levante 21. prosince pomohl vyhrát 3:2 a zakončit podzim na prvním místě s 15 výhrami ze 17 ligových zápasů, což znamenalo 46 z možných 51 bodů.
Nejprve jeho centr našel hlavu Diega Godína, později byl faulován v pokutovém území a následnou penaltu proměnil Juanfranův spoluhráč Diego Costa.
Atlétiko mířilo také do osmifinále Ligy mistrů UEFA, kde se střetlo s AC Milán. Juanfran odehrál oba zápasy, ve kterých zásoboval spoluhráče centry z pravé strany a pomohl vyhrát nejprve 1:0 venku a posléze 4:1 doma.
V dubnovém čtvrtfinále proti Barceloně pomohl postoupit po výsledcích 1:1 venku a 1:0 doma nadprůměrnými výkony.
Domácí semifinále s Chelsea skončilo nerozhodně 0:0, přičemž Juanfran bránil výpadům Williana.
Zejména v prvním poločase navíc působil potíže svému protějšku na levém kraji obrany Chelsea Ashleymu Coleovi, v zápase měl Juanfran nakonec 98% úspěšnost přihrávek.
Odvetu na konci dubna Atleti vyhráli venku 3:1, přičemž sám Juanfran bral dvě asistence, nejprve Adriánovi na vyrovnávací gól a 20 minut před koncem Ardovi Turanovi na konečných 3:1.
Rovněž ve finále mu trenér svěřil místo v základní jedenáctce. Ve 36. minutě odhlavičkoval balón ke Godínovi, který otevřel skóre zápasu, soupeř se ovšem vzmohl na srovnání ve třetí minutě nastavení.
V prodloužení nezabránil vítěznému gólu Di Maríi, soupeř vedení pojistil ještě dalšími dvěma góly a vyhrál 4:1.
Atleti sice nezískali evropskou trofej, v závěrečném 38. kole ale oslavili španělský mistrovský titul po remíze 1:1 venku s Barcelonou.
Celkově v sezóně 2013/14 odehrál 54 soutěžních zápasů a ani jednou byl střídán. Pro Simeoneho mužstvo byl oporou,
obrana obdržela pouhých 26 ligových gólů. Juanfranova forma trvala i v sezóně 2014/15.

## Reprezentační kariéra
Juanfran byl členem španělských mládežnických reprezentací od kategorie U17.
V A-mužstvu Španělska debutoval 26. 5. 2012 v přátelském utkání proti Srbsku (výhra 2:0).
Zúčastnil se EURA 2012 v Polsku a na Ukrajině, kde se španělským týmem získal zlatou medaili.

Trenér Vicente del Bosque jej vzal na Mistrovství světa 2014 v Brazílii, kde Španělé jakožto obhájci titulu vypadli po dvou porážkách a jedné výhře již v základní skupině B.
Vicente del Bosque jej nominoval i na EURO 2016 ve Francii, kde byli Španělé vyřazeni v osmifinále Itálií po porážce 0:2. Juanfran nastoupil ve všech čtyřech zápasech svého mužstva na šampionátu.

## Úspěchy
- Sestava sezóny Ligy mistrů UEFA – 2015/16[36]